# نگین امیری‌پور
نگین امیری‌پور (زادهٔ ۲۶ اوت ۱۹۸۵) بدمینتون‌باز اهل تهران، ایران است.